# Danh sách Đại biểu Quốc hội Việt Nam khóa XIII theo tỉnh thành
Ngày 22 tháng 5 năm 2011, các cử tri Việt Nam đã tham gia cuộc Bầu cử Đại biểu Quốc hội để chọn 500 đại biểu Quốc hội Việt Nam khóa XIII từ 827 ứng cử viên (bao gồm cả đề cử và tự ứng cử) đại biểu Quốc hội khóa XIII tại 183 đơn vị bầu cử trong cả nước. Tổng số khu vực bỏ phiếu: 89.960. Tổng số đại biểu Quốc hội được bầu: 500. Tổng số cử tri: 62.313.605. Tổng số cử tri tham gia bỏ phiếu: 62.010.266. Tỷ lệ cử tri đã tham gia bỏ phiếu so với tổng số cử tri: 99,51%. Số phiếu hợp lệ và tỷ lệ % so với tổng số phiếu bầu: 61.344.509 (98,98%). Số phiếu không hợp lệ và tỷ lệ % so với tổng số phiếu bầu: 634.364 (1,02%). Số người trúng cử đại biểu Quốc hội: 500.

## Thành phố Hà Nội
Số Đơn vị bầu cử: 10.
Số đại biểu Quốc hội được bầu: 30;
Số người ứng cử: 50;
Số người trúng cử đại biểu Quốc hội: 30.
Danh sách trúng cử
| Đơn vị số | Địa phương                          | Người trúng cử                    | Tỉ lệ (%)   |
| --------- | ----------------------------------- | --------------------------------- | ----------- |
| 1         | Ba Đình Hoàn Kiếm Tây Hồ            | Nguyễn Phú Trọng                  | 85,63       |
| 1         | Ba Đình Hoàn Kiếm Tây Hồ            | Nguyễn Minh Quang                 | 70,13       |
| 1         | Ba Đình Hoàn Kiếm Tây Hồ            | Lê Hiền Vân                       | 57,51       |
| 2         | Đống Đa Hai Bà Trưng                | Phạm Quang Nghị                   | 77,38       |
| 2         | Đống Đa Hai Bà Trưng                | Đỗ Kim Tuyến                      | 67,13       |
| 2         | Đống Đa Hai Bà Trưng                | Bùi Thị An                        | 60,02       |
| 3         | Hà Đông Thanh Xuân Cầu Giấy         | Đào Trọng Thi                     | 73,34       |
| 3         | Hà Đông Thanh Xuân Cầu Giấy         | Châu Thị Thu Nga                  | 61,79       |
| 3         | Hà Đông Thanh Xuân Cầu Giấy         | Nguyễn Phi Thường                 | 57,85       |
| 4         | Thanh Trì Gia Lâm Hoàng Mai         | Nguyễn Thị Hồng Hà                | 71,31       |
| 4         | Thanh Trì Gia Lâm Hoàng Mai         | Nguyễn Hồng Sơn                   | 70,01       |
| 4         | Thanh Trì Gia Lâm Hoàng Mai         | Trịnh Ngọc Thạch                  | 60,98       |
| 5         | Đan Phượng Hoài Đức Từ Liêm         | Nguyễn Đức Chung                  | 73,91       |
| 5         | Đan Phượng Hoài Đức Từ Liêm         | Nguyễn Phạm Ý Nhi                 | 66,57       |
| 5         | Đan Phượng Hoài Đức Từ Liêm         | Đinh Xuân Thảo                    | 58,70       |
| 6         | Ứng Hòa Mỹ Đức Phú Xuyên Thường Tín | Nguyễn Thị Nguyệt Hường           | 78,95       |
| 6         | Ứng Hòa Mỹ Đức Phú Xuyên Thường Tín | Nguyễn Văn Thanh                  | 72,18       |
| 6         | Ứng Hòa Mỹ Đức Phú Xuyên Thường Tín | Trịnh Thế Khiết                   | 71,77       |
| 7         | Quốc Oai Chương Mỹ Thanh Oai        | Nguyễn Quốc Bình                  | 68,09       |
| 7         | Quốc Oai Chương Mỹ Thanh Oai        | Nguyễn Đình Quyền                 | 65,92       |
| 7         | Quốc Oai Chương Mỹ Thanh Oai        | Phạm Thị Hồng Nga                 | 63,43       |
| 8         | Ba Vì Phúc Thọ Thạch Thất Sơn Tây   | Đào Văn Bình                      | 74,23       |
| 8         | Ba Vì Phúc Thọ Thạch Thất Sơn Tây   | Chu Sơn Hà                        | 69,79       |
| 8         | Ba Vì Phúc Thọ Thạch Thất Sơn Tây   | Nguyễn Bắc Son                    | 59,51       |
| 9         | Đông Anh Long Biên                  | Nguyễn Ngọc Bảo                   | 70,97       |
| 9         | Đông Anh Long Biên                  | Nguyễn Thị Ngọc Thanh             | 65,77       |
| 9         | Đông Anh Long Biên                  | Nguyễn Sơn                        | 65,64       |
| 10        | Sóc Sơn Mê Linh                     | Đặng Minh Châu (Thích Bảo Nghiêm) | 74,00       |
| 10        | Sóc Sơn Mê Linh                     | Phạm Huy Hùng                     | 71,34       |
| 10        | Sóc Sơn Mê Linh                     | Trần Thị Quốc Khánh               | 57,60       |
| 10 đơn vị | 10 đơn vị                           | 30 đại biểu                       | 30 đại biểu |

## Thành phố Hồ Chí Minh
Số đơn vị bầu cử: 10.
Số đại biểu Quốc hội được bầu: 30;
Số người ứng cử: ?;
Số người trúng cử đại biểu Quốc hội: 30.
Danh sách trúng cử
| Đơn vị số | Địa phương             | Người trúng cử         | Tỉ lệ (%)   |
| --------- | ---------------------- | ---------------------- | ----------- |
| 1         | Quận 1 Quận 3 Quận 4   | Trương Tấn Sang        | 80,19       |
| 1         | Quận 1 Quận 3 Quận 4   | Trần Du Lịch           | 63,25       |
| 1         | Quận 1 Quận 3 Quận 4   | Hoàng Hữu Phước        | 52,49       |
| 2         | Nhà Bè Cần Giờ Quận 7  | Ngô Ngọc Bình          | 66,64       |
| 2         | Nhà Bè Cần Giờ Quận 7  | Trương Trọng Nghĩa     | 65,51       |
| 2         | Nhà Bè Cần Giờ Quận 7  | Trương Thị Ánh         | 61,76       |
| 3         | Quận 6 Bình Tân        | Huỳnh Thành Lập        | 71,88       |
| 3         | Quận 6 Bình Tân        | Trần Thanh Hải         | 67,11       |
| 3         | Quận 6 Bình Tân        | Phạm Văn Gòn           | 55,53       |
| 4         | Quận 5 Quận 10 Quận 11 | Lê Thanh Hải           | 73,32       |
| 4         | Quận 5 Quận 10 Quận 11 | Huỳnh Thành Đạt        | 66,23       |
| 4         | Quận 5 Quận 10 Quận 11 | Nguyễn Phước Lộc       | 53,14       |
| 5         | Tân Bình Tân Phú       | Võ Thị Dung            | 66,57       |
| 5         | Tân Bình Tân Phú       | Huỳnh Minh Thiện       | 63,28       |
| 5         | Tân Bình Tân Phú       | Đỗ Văn Đương           | 59,23       |
| 6         | Bình Thạnh Phú Nhuận   | Nguyễn Ngọc Hòa        | 61,06       |
| 6         | Bình Thạnh Phú Nhuận   | Đặng Thành Tâm         | 57,82       |
| 6         | Bình Thạnh Phú Nhuận   | Đinh Thị Bạch Mai      | 55,34       |
| 7         | Quận 2 Quận 9 Thủ Đức  | Nguyễn Thị Quyết Tâm   | 68,45       |
| 7         | Quận 2 Quận 9 Thủ Đức  | Huỳnh Ngọc Ánh         | 61,77       |
| 7         | Quận 2 Quận 9 Thủ Đức  | Đoàn Nguyễn Thùy Trang | 60,10       |
| 8         | Quận 12 Gò Vấp         | Phạm Khánh Phong Lan   | 66,76       |
| 8         | Quận 12 Gò Vấp         | Lê Đông Phong          | 63,33       |
| 8         | Quận 12 Gò Vấp         | Trần Thị Diệu Thúy     | 58,10       |
| 9         | Củ Chi Hóc Môn         | Nguyễn Văn Hưng        | 64,69       |
| 9         | Củ Chi Hóc Môn         | Nguyễn Văn Minh        | 61,69       |
| 9         | Củ Chi Hóc Môn         | Nguyễn Văn Phụng       | 60,14       |
| 10        | Bình Chánh Quận 8      | Nguyễn Thị Kim Tiến    | 63,29       |
| 10        | Bình Chánh Quận 8      | Trần Hoàng Ngân        | 62,19       |
| 10        | Bình Chánh Quận 8      | Lê Trọng Sang          | 62,15       |
| 10 đơn vị | 10 đơn vị              | 30 đại biểu            | 30 đại biểu |

## Thành phố Hải Phòng
Số đơn vị bầu cử: 3.
Số đại biểu Quốc hội được bầu: 9.
Số người ứng cử: 15.
Số người trúng cử đại biểu Quốc hội: 9.
Danh sách trúng cử
| Đơn vị số | Địa phương                                         | Người trúng cử     | Tỉ lệ (%)  |
| --------- | -------------------------------------------------- | ------------------ | ---------- |
| 1         | Thủy Nguyên Cát Hải Bạch Long Vĩ Hồng Bàng Lê Chân | Nguyễn Viết Nhiên  | 82,72      |
| 1         | Thủy Nguyên Cát Hải Bạch Long Vĩ Hồng Bàng Lê Chân | Lương Văn Thành    | 75,59      |
| 1         | Thủy Nguyên Cát Hải Bạch Long Vĩ Hồng Bàng Lê Chân | Trần Ngọc Vinh     | 62,55      |
| 2         | An Dương Kiến Thụy Ngô Quyền Hải An Đồ Sơn         | Nguyễn Thị Nghĩa   | 83,16      |
| 2         | An Dương Kiến Thụy Ngô Quyền Hải An Đồ Sơn         | Nguyễn Văn Bình    | 70,91      |
| 2         | An Dương Kiến Thụy Ngô Quyền Hải An Đồ Sơn         | Lê Thanh Vân       | 56,70      |
| 3         | An Lão Tiên Lãng Vĩnh Bảo Kiến An Dương Kinh       | Nguyễn Tấn Dũng    | 95,38      |
| 3         | An Lão Tiên Lãng Vĩnh Bảo Kiến An Dương Kinh       | Nguyễn Quang Cường | 80,32      |
| 3         | An Lão Tiên Lãng Vĩnh Bảo Kiến An Dương Kinh       | Nguyễn Xuân Trường | 64,50      |
| 3 đơn vị  | 3 đơn vị                                           | 9 đại biểu         | 9 đại biểu |

## Thành phố Đà Nẵng
Số Đơn vị bầu cử: 2.
Số đại biểu Quốc hội được bầu: 6.
Số người ứng cử: 10.
Số người trúng cử đại biểu Quốc hội: 6.
Đơn vị bầu cử Số 1, gồm Huyện Hòa Vang, huyện Hoàng Sa, quận Hải Châu và quận Sơn Trà
1. Ông Nguyễn Bá Thanh đạt tỷ lệ 87,76% số phiếu hợp lệ
2. Ông Lê Văn Hoàng đạt tỷ lệ 62,98% số phiếu hợp lệ
3. Bà Nguyễn Thị Kim Thúy đạt tỷ lệ 56,63% số phiếu hợp lệ

Đơn vị bầu cử Số 2, gồm Quận Thanh Khê, quận Liên Chiểu, quận Ngũ Hành Sơn và quận Cẩm Lệ
1. Ông Huỳnh Ngọc Sơn đạt tỷ lệ 77,03% số phiếu hợp lệ
2. Ông Thân Đức Nam đạt tỷ lệ 74,29% số phiếu hợp lệ
3. Ông Huỳnh Nghĩa đạt tỷ lệ 70,76% số phiếu hợp lệ

## Thành phố Cần Thơ
Số Đơn vị bầu cử: 3.
Số đại biểu Quốc hội được bầu: 7.
Số người ứng cử: 11.
Số người trúng cử đại biểu Quốc hội: 7.
Đơn vị bầu cử Số 1, gồm Quận Ninh Kiều, Bình Thủy, Cái Răng và huyện Phong Điền
1. Ông Trần Thanh Mẫn đạt tỷ lệ 72,24% số phiếu hợp lệ
2. Ông Nguyễn Thanh Phương đạt tỷ lệ 62,00% số phiếu hợp lệ
3. Ông Nguyễn Minh Kha đạt tỷ lệ 61,07% số phiếu hợp lệ

Đơn vị bầu cử Số 2, gồm Quận Ô Môn và huyện Cờ Đỏ, huyện Thới Lai
1. Ông Huỳnh Văn Tiếp đạt tỷ lệ 73,02% số phiếu hợp lệ
2. Bà Nguyễn Minh Phương đạt tỷ lệ 67,88% số phiếu hợp lệ

Đơn vị bầu cử Số 3, gồm Quận Thốt Nốt và huyện Vĩnh Thạnh
1. Ông Lê Hồng Anh đạt tỷ lệ 88,10% số phiếu hợp lệ
2. Bà Trần Hồng Thắm đạt tỷ lệ 71,18% số phiếu hợp lệ

Danh sách Trung ương giới thiệu không trúng cử
- Đỗ Hồng Quân - Nhạc sĩ, Chủ tịch Hội Nhạc sĩ Việt Nam, Đại biểu Quốc hội khóa XI
- Lê Văn Minh - Thẩm phán, Vụ trưởng Vụ Thống kê - Tổng hợp Tòa án Nhân dân tối cao

## Tỉnh An Giang
Số Đơn vị bầu cử: 4.
Số đại biểu Quốc hội được bầu: 10.
Số người ứng cử: 17.
Số người trúng cử đại biểu Quốc hội: 10.
Đơn vị bầu cử Số 1, gồm Huyện Thoại Sơn và thành phố Long Xuyên
1. Ông Phạm Biên Cương đạt tỷ lệ 78,27% số phiếu hợp lệ
2. Ông Trần Văn Độ đạt tỷ lệ 71,93% số phiếu hợp lệ

Đơn vị bầu cử Số 2, gồm Huyện Châu Phú và huyện Châu Thành
1. Ông Lê Bộ Lĩnh đạt tỷ lệ 60,12% số phiếu hợp lệ
2. Bà Mai Thị Ánh Tuyết đạt tỷ lệ 58,60% số phiếu hợp lệ

Đơn vị bầu cử Số 3, gồm Huyện Chợ Mới và huyện Phú Tân
1. Ông Nguyễn Văn Giàu đạt tỷ lệ 74,70% số phiếu hợp lệ
2. Ông Nguyễn Tấn Đạt đạt tỷ lệ 64,70% số phiếu hợp lệ
3. Ông Bùi Trí Dũng tỷ lệ 61,39% số phiếu hợp lệ

Đơn vị bầu cử Số 4, gồm Huyện An Phú, huyện Tịnh Biên, huyện Tri Tôn, thị xã Châu Đốc và thị xã Tân Châu
1. Ông Lê Việt Trường đạt tỷ lệ 75,98% số phiếu hợp lệ
2. Bà Lê Dân Khiết đạt tỷ lệ 65,01% số phiếu hợp lệ
3. Ông Phan Vân Điền Phương đạt tỷ lệ 62,68% số phiếu hợp lệ

## Tỉnh Bà Rịa - Vũng Tàu
Số Đơn vị bầu cử: 2.
Số đại biểu Quốc hội được bầu: 6.
Số người ứng cử: 10.
Số người trúng cử đại biểu Quốc hội: 6.
Đơn vị bầu cử Số 1, gồm Huyện Tân Thành, thị xã Bà Rịa và thành phố Vũng Tàu
1. Ông Nguyễn Văn Hiến đạt tỷ lệ 70,23% số phiếu hợp lệ
2. Ông Nguyễn Hữu Thuận (Thuận Hữu) đạt tỷ lệ 61,40% số phiếu hợp lệ
3. Bà Nguyễn Thị Bạch Ngân đạt tỷ lệ 59,24% số phiếu hợp lệ

Đơn vị bầu cử Số 2, gồm Huyện Châu Đức, huyện Long Điền, huyện Đất Đỏ, huyện Xuyên Mộc và huyện Côn Đảo
1. Ông Phạm Quang Khải đạt tỷ lệ 78,84% số phiếu hợp lệ
2. Ông Nguyễn Văn Tuyết đạt tỷ lệ 64,40% số phiếu hợp lệ
3. Bà Lê Thị Công đạt tỷ lệ 55,70% số phiếu hợp lệ

## Tỉnh Bắc Giang
Số Đơn vị bầu cử: 3.
Số đại biểu Quốc hội được bầu: 8.
Số người ứng cử: 13.
Số người trúng cử đại biểu Quốc hội: 8.
Đơn vị bầu cử Số 1, gồm Huyện Yên Thế, huyện Lạng Giang, huyện Yên Dũng và thành phố Bắc Giang
1. Ông Thân Văn Khoa đạt tỷ lệ 75,66% số phiếu hợp lệ
2. Ông Nguyễn Anh Dũng đạt tỷ lệ 74,37% số phiếu hợp lệ
3. Ông Nguyễn Đăng Tiến đạt tỷ lệ 56,01% số phiếu hợp lệ

Đơn vị bầu cử Số 2, gồm Huyện Tân Yên, huyện Hiệp Hòa và huyện Việt Yên
1. Ông Nguyễn Thiện Nhân đạt tỷ lệ 84,90% số phiếu hợp lệ
2. Bà Hoàng Thị Hoa đạt tỷ lệ 64,02% số phiếu hợp lệ
3. Ông Ngô Minh Tiến đạt tỷ lệ 57,95% số phiếu hợp lệ

Đơn vị bầu cử Số 3, gồm Huyện Sơn Động, huyện Lục Ngạn và huyện Lục Nam
1. Ông Nguyễn Quốc Cường đạt tỷ lệ 84,54% số phiếu hợp lệ
2. Bà Hà Thị Lan đạt tỷ lệ 55,82% số phiếu hợp lệ

## Tỉnh Bắc Kạn
Số Đơn vị bầu cử: 2. Số đại biểu Quốc hội được bầu: 6. Số người ứng cử: 10. Số người trúng cử đại biểu Quốc hội: 6.
Đơn vị bầu cử Số 1, gồm Huyện Ba Bể, huyện Ngân Sơn, huyện Na Rì và huyện Pác Nặm
1. Ông Nguyễn Văn Minh đạt tỷ lệ 69,25% số phiếu hợp lệ
2. Ông Dương Quang Sơn đạt tỷ lệ 65,72% số phiếu hợp lệ
3. Bà Phương Thị Thanh đạt tỷ lệ 65,11% số phiếu hợp lệ

Đơn vị bầu cử Số 2, gồm Huyện Bạch Thông, huyện Chợ Đồn, huyện Chợ Mới và thị xã Bắc Kạn
1. Ông Hà Văn Khoát đạt tỷ lệ 72,55% số phiếu hợp lệ
2. Ông Bế Xuân Trường đạt tỷ lệ 60,56% số phiếu hợp lệ
3. Bà Triệu Thị Thu Phương đạt tỷ lệ 60,39% số phiếu hợp lệ

Danh sách Trung ương giới thiệu không trúng cử
- Trịnh Huy Quách - Tiến sĩ khoa học quản lý kinh tế, Phó Chủ nhiệm Ủy ban Tài chính - Ngân sách Quốc hội Khóa XII; đại biểu Quốc hội khóa XI, XII

## Tỉnh Bạc Liêu
Số Đơn vị bầu cử: 2. Số đại biểu Quốc hội: 6. Số người ứng cử: 10. Số người trúng cử đại biểu Quốc hội: 6.
Đơn vị bầu cử Số 1, gồm Huyện Vĩnh Lợi, huyện Hòa Bình và thành phố Bạc Liêu
1. Ông Trương Minh Chiến đạt tỷ lệ 78,31% số phiếu hợp lệ
2. Ông Huỳnh Minh Hoàng đạt tỷ lệ 74,97% số phiếu hợp lệ
3. Ông Lê Quang Huy đạt tỷ lệ 74,15% số phiếu hợp lệ

Đơn vị bầu cử Số 2, gồm Huyện Phước Long, huyện Hồng Dân, huyện Giá Rai và huyện Đông Hải
1. Bà Võ Thị Hồng Thoại đạt tỷ lệ 74,73% số phiếu hợp lệ
2. Ông Trần Bình Minh đạt tỷ lệ 74,38% số phiếu hợp lệ
3. Ông Nguyễn Tấn Vạn đạt tỷ lệ 68,85% số phiếu hợp lệ

## Tỉnh Bắc Ninh
Số Đơn vị bầu cử: 2. Số đại biểu Quốc hội được bầu: 6. Số người ứng cử: 10. Số người trúng cử đại biểu Quốc hội: 6.
Đơn vị bầu cử Số 1, gồm Huyện Yên Phong, huyện Tiên Du, thành phố Từ Sơn và thành phố Bắc Ninh
1. Bà Nguyễn Thị Thanh Hòa đạt tỷ lệ 76,71% số phiếu hợp lệ
2. Ông Nguyễn Văn Chiến đạt tỷ lệ 70,73% số phiếu hợp lệ
3. Ông Nguyễn Trọng Trường đạt tỷ lệ 61,20% số phiếu hợp lệ

Đơn vị bầu cử Số 2, gồm Thị xã   Quế Võ, thị xã Thuận Thành, huyện Gia Bình và huyện Lương Tài
1. Ông Tô Huy Rứa đạt tỷ lệ 93,75% số phiếu hợp lệ
2. Ông Trần Văn Túy đạt tỷ lệ 91,49% số phiếu hợp lệ
3. Bà Đỗ Thị Huyền Tâm đạt tỷ lệ 71,95% số phiếu hợp lệ

## Tỉnh Bến Tre
Số Đơn vị bầu cử: 3. Số đại biểu Quốc hội được bầu: 7. Số người ứng cử: 11. Số người trúng cử đại biểu Quốc hội: 7.
Đơn vị bầu cử Số 1, gồm Huyện Châu Thành, huyện Bình Đại và thành phố Bến Tre
1. Ông Đặng Thuần Phong đạt tỷ lệ 74,52% số phiếu hợp lệ
2. Ông Nguyễn Văn Hiếu đạt tỷ lệ 71,67% số phiếu hợp lệ

Đơn vị bầu cử Số 2, gồm Huyện Giồng Trôm, huyện Ba Tri
1. Bà Nguyễn Thị Kim Ngân đạt tỷ lệ 83,26% số phiếu hợp lệ
2. Ông Trần Dương Tuấn đạt tỷ lệ 67,82% số phiếu hợp lệ

Đơn vị bầu cử Số 3, gồm Huyện Thạnh Phú, huyện Chợ Lách, huyện Mỏ Cày Nam và huyện Mỏ Cày Bắc
1. Bà Nguyễn Thị Phương Đào đạt tỷ lệ 74,70% số phiếu hợp lệ
2. Ông Nguyễn Xuân Tỷ đạt tỷ lệ 70,94% số phiếu hợp lệ
3. Bà Trịnh Thị Thanh Bình đạt tỷ lệ 68,60% số phiếu hợp lệ

## Tỉnh Bình Dương
Số Đơn vị bầu cử: 3. Số đại biểu Quốc hội được bầu: 8. Số người ứng cử: 13. Số người trúng cử đại biểu Quốc hội: 8.
Đơn vị bầu cử Số 1, gồm Thị xã Bến Cát,huyện Bàu Bàng , huyện Dầu Tiếng và thành phố Thủ Dầu Một
1. Ông Mai Thế Trung đạt tỷ lệ 73,77% số phiếu hợp lệ
2. Ông Phương Hữu Việt đạt tỷ lệ 62,60% số phiếu hợp lệ
3. Ông Lê Thành Nhơn đạt tỷ lệ 62,57% số phiếu hợp lệ

Đơn vị bầu cử Số 2, gồm Huyện Bắc Tân Uyên,thành phố Tân Uyên , huyện Phú Giáo và thành phố Dĩ An
1. Ông Nguyễn Thanh Hồng đạt tỷ lệ 67,48% số phiếu hợp lệ
2. Ông Huỳnh Ngọc Đáng đạt tỷ lệ 60,37% số phiếu hợp lệ
3. Ông Lê Hữu Phước đạt tỷ lệ 58,34% số phiếu hợp lệ

Đơn vị bầu cử Số 3, gồm Thành phố Thuận An
1. Ông Mai Hữu Tín đạt tỷ lệ 69,95% số phiếu hợp lệ
2. Ông Phạm Trọng Nhân đạt tỷ lệ 65,09% số phiếu hợp lệ

Danh sách Trung ương giới thiệu không trúng cử
- Lê Thị Thu Ba - Ủy viên Ban Chấp hành Trung ương Đảng, Ủy viên Ủy ban Thường vụ Quốc hội, Chủ nhiệm Ủy ban Tư pháp của Quốc hội

## Tỉnh Bình Định
Số Đơn vị bầu cử: 3. Số đại biểu Quốc hội được bầu: 8. Số người ứng cử: 14. Số người trúng cử đại biểu Quốc hội: 8.
Đơn vị bầu cử Số 1, gồm Huyện Tuy Phước, huyện Vân Canh, huyện Tây Sơn, huyện Vĩnh Thạnh và thành phố Quy Nhơn
1. Ông Nguyễn Thanh Tùng đạt tỷ lệ 74,61% số phiếu hợp lệ
2. Ông Đặng Công Lý đạt tỷ lệ 70,60% số phiếu hợp lệ
3. Ông Vương Đình Huệ đạt tỷ lệ 69,98% số phiếu hợp lệ

Đơn vị bầu cử Số 2, gồm Huyện An Nhơn, huyện Phù Cát và huyện Phù Mỹ
1. Bà Phạm Thị Thu Hồng đạt tỷ lệ 79,73% số phiếu hợp lệ
2. Ông Nguyễn Hữu Đức đạt tỷ lệ 78,11% số phiếu hợp lệ
3. Ông Nguyễn Văn Cảnh đạt tỷ lệ 74,05% số phiếu hợp lệ

Đơn vị bầu cử Số 3, gồm Huyện Hoài Nhơn, huyện Hoài Ân và huyện An Lão
1. Bà Nguyễn Thanh Thụy đạt tỷ lệ 64,30% số phiếu hợp lệ
2. Ông Trần Văn Bản đạt tỷ lệ 51,43% số phiếu hợp lệ

## Tỉnh Bình Phước
Số Đơn vị bầu cử: 2. Số đại biểu Quốc hội được bầu: 6. Số người ứng cử: 10. Số người trúng cử đại biểu Quốc hội: 6.
Đơn vị bầu cử Số 1, gồm Huyện Đồng Phú, huyện Chơn Thành, huyện Hớn Quản, huyện Lộc Ninh và thị xã Bình Long
1. Ông Nguyễn Văn Lợi đạt tỷ lệ 74,41% số phiếu hợp lệ
2. Ông Trần Ngọc Thuận đạt tỷ lệ 69,23% số phiếu hợp lệ
3. Bà Điểu Huỳnh Sang đạt tỷ lệ 59,63% số phiếu hợp lệ

Đơn vị bầu cử Số 2, gồm Thị xã Đồng Xoài, thị xã Phước Long, huyện Bù Gia Mập, huyện Bù Đốp và huyện Bù Đăng
1. Ông Ngô Xuân Lịch đạt tỷ lệ 79,21% số phiếu hợp lệ
2. Ông Bùi Mạnh Hùng đạt tỷ lệ 77,58% số phiếu hợp lệ
3. Bà Phạm Thị Mỹ Lệ đạt tỷ lệ 65,82% số phiếu hợp lệ

## Tỉnh Bình Thuận
Số Đơn vị bầu cử: 3. Số đại biểu Quốc hội được bầu: 7. Số người ứng cử: 11. Số người trúng cử đại biểu Quốc hội: 7.
Đơn vị bầu cử Số 1, gồm Huyện Tuy Phong, huyện Bắc Bình và huyện Phú Quý
1. Ông Ngô Đức Mạnh đạt tỷ lệ 80,29% số phiếu hợp lệ
2. Ông Đỗ Ngọc Niễn đạt tỷ lệ 79,04% số phiếu hợp lệ

Đơn vị bầu cử Số 2, gồm Huyện Hàm Thuận Bắc, huyện Hàm Thuận Nam, huyện Hàm Tân và thành phố Phan Thiết
1. Ông Huỳnh Văn Tí đạt tỷ lệ 82,19% số phiếu hợp lệ
2. Ông Hà Minh Huệ đạt tỷ lệ 56,51% số phiếu hợp lệ
3. Bà Nguyễn Thị Phúc đạt tỷ lệ 56,44% số phiếu hợp lệ

Đơn vị bầu cử Số 3, gồm Huyện Đức Linh, huyện Tánh Linh và thị xã La Gi
1. Ông Lê Đắc Lâm đạt tỷ lệ 77,06% số phiếu hợp lệ
2. Ông Vũ Hải đạt tỷ lệ 69,91% số phiếu hợp lệ

## Tỉnh Cà Mau
Số Đơn vị bầu cử: 3. Số đại biểu Quốc hội được bầu: 7. Số người ứng cử: 11. Số người trúng cử đại biểu Quốc hội: 7.
Đơn vị bầu cử Số 1, gồm Huyện Thới Bình, huyện U Minh và thành phố Cà Mau
1. Ông Dương Thanh Bình đạt tỷ lệ 77,93% số phiếu hợp lệ
2. Ông Trần Văn đạt tỷ lệ 61,40% số phiếu hợp lệ
3. Bà Trương Thị Yến Linh đạt tỷ lệ 57,91% số phiếu hợp lệ

Đơn vị bầu cử Số 2, gồm Huyện Cái Nước, huyện Phú Tân và huyện Trần Văn Thời
1. Ông Nguyễn Tuấn Khanh đạt tỷ lệ 88,87% số phiếu hợp lệ
2. Ông Nguyễn Thanh Nam đạt tỷ lệ 74,00% số phiếu hợp lệ

Đơn vị bầu cử Số 3, gồm Huyện Đầm Dơi, huyện Năm Căn và huyện Ngọc Hiển
1. Ông Trương Minh Hoàng đạt tỷ lệ 87,79% số phiếu hợp lệ
2. Ông Bùi Ngọc Chương đạt tỷ lệ 83,12% số phiếu hợp lệ

## Tỉnh Cao Bằng
Số Đơn vị bầu cử: 2. Số đại biểu Quốc hội được bầu: 6. Số người ứng cử: 10. Số người trúng cử đại biểu Quốc hội: 6.
Đơn vị bầu cử Số 1, gồm Huyện Bảo Lạc, huyện Bảo Lâm, huyện Nguyên Bình, huyện Hà Quảng, huyện Thông Nông và huyện Hòa An
1. Bà Nguyễn Thị Nương đạt tỷ lệ 71,23% số phiếu hợp lệ
2. Ông La Ngọc Thoáng đạt tỷ lệ 62,05% số phiếu hợp lệ
3. Ông Hoàng Văn Thượng đạt tỷ lệ 61,80% số phiếu hợp lệ

Đơn vị bầu cử Số 2, gồm Huyện Trà Lĩnh, huyện Quảng Uyên, huyện Phục Hòa, huyện Trùng Khánh, huyện Hạ Lang, huyện Thạch An và TX. Cao Bằng
1. Ông Hà Ngọc Chiến đạt tỷ lệ 81,86% số phiếu hợp lệ
2. Ông Phùng Văn Hùng đạt tỷ lệ 69,40% số phiếu hợp lệ
3. Bà Đinh Thị Mai Lan đạt tỷ lệ 58,99% số phiếu hợp lệ

## Tỉnh Đắk Lắk
Số Đơn vị bầu cử: 3. Số đại biểu Quốc hội được bầu: 9. Số người ứng cử: 15. Số người trúng cử đại biểu Quốc hội: 9.
Đơn vị bầu cử Số 1, gồm Huyện Buôn Đôn, huyện Ea Súp, huyện Cư M'Gar và thành phố Buôn Ma Thuột
1. Bà Tòng Thị Phóng đạt tỷ lệ 86,32% số phiếu hợp lệ
2. Ông Phạm Minh Tấn đạt tỷ lệ 65,69% số phiếu hợp lệ
3. Ông Y Khút Niê đạt tỷ lệ 57,28% số phiếu hợp lệ

Đơn vị bầu cử Số 2, gồm Huyện Krông Bông, huyện Krông Pắc, huyện Lắk, huyện M'Đác, huyện Cư Kuin và huyện Krông Ana
1. Ông Trần Đình Sơn đạt tỷ lệ 80,37% số phiếu hợp lệ
2. Ông Niê Thuật đạt tỷ lệ 79,29% số phiếu hợp lệ
3. Bà Nguyễn Thị Huệ đạt tỷ lệ 71,14% số phiếu hợp lệ

Đơn vị bầu cử Số 3, gồm Huyện Ea H'Leo, huyện Krông Búk, huyện Krông Năng, huyện Ea Kar và thị xã Buôn Hồ
1. Ông Cao Đức Phát đạt tỷ lệ 79,47% số phiếu hợp lệ
2. Ông Trần Mạnh Cường đạt tỷ lệ 74,39% số phiếu hợp lệ
3. Bà H'Yim Kđoh đạt tỷ lệ 60,33% số phiếu hợp lệ

## Tỉnh Đắk Nông
Số Đơn vị bầu cử: 2. Số đại biểu Quốc hội được bầu: 6. Số người ứng cử: 11. Số người trúng cử đại biểu Quốc hội: 6.
Đơn vị bầu cử Số 1, gồm Huyện Đác Glong, huyện Đác R'Lấp, huyện Tuy Đức, huyện Đác Song và thị xã Gia Nghĩa
1. Ông Lê Diễn đạt tỷ lệ 81,97% số phiếu hợp lệ
2. Bà Tôn Thị Ngọc Hạnh đạt tỷ lệ 72,83% số phiếu hợp lệ
3. Ông Nguyễn Đắc Vinh đạt tỷ lệ 72,17% số phiếu hợp lệ

Đơn vị bầu cử Số 2, gồm Huyện Đác Mil, huyện Cư Jút và huyện Krông Nô
1. Ông Trần Đình Long đạt tỷ lệ 74,22% số phiếu hợp lệ
2. Ông Điểu K' Rứ đạt tỷ lệ 61,88% số phiếu hợp lệ
3. Ông K' KRáh đạt tỷ lệ 51,02% số phiếu hợp lệ

## Tỉnh Điện Biên
Số Đơn vị bầu cử: 2. Số đại biểu Quốc hội được bầu: 6. Số người ứng cử: 10. Số người trúng cử đại biểu Quốc hội: 6.
Đơn vị bầu cử Số 1, gồm Huyện Điện Biên Đông, huyện Mường Ảng, huyện Điện Biên và thành phố Điện Biên Phủ
1. Ông Đỗ Bá Tỵ đạt tỷ lệ 76,46% số phiếu hợp lệ
2. Ông Lò Văn Muôn đạt tỷ lệ 72,71% số phiếu hợp lệ
3. Bà Vi Thị Hương đạt tỷ lệ 70,48% số phiếu hợp lệ

Đơn vị bầu cử Số 2, gồm Huyện Mường Chà, huyện Mường Nhé, huyện Tuần Giáo, huyện Tủa Chùa và thị xã Mường Lay
1. Ông Dương Ngọc Ngưu đạt tỷ lệ 83,50% số phiếu hợp lệ
2. Bà Trần Thị Dung đạt tỷ lệ 82,60% số phiếu hợp lệ
3. Ông Sùng A Hồng đạt tỷ lệ 81,59% số phiếu hợp lệ

## Tỉnh Đồng Nai
Số Đơn vị bầu cử: 4. Số đại biểu Quốc hội được bầu: 11. Số người ứng cử: 19. Số người trúng cử đại biểu Quốc hội: 11.
Đơn vị bầu cử Số 1, gồm Huyện Long Thành, huyện Nhơn Trạch và thành phố Biên Hòa
1. Ông Nguyễn Văn Khánh đạt tỷ lệ 69,85% số phiếu hợp lệ
2. Ông Đặng Ngọc Tùng đạt tỷ lệ 65,49% số phiếu hợp lệ
3. Ông Trần Văn Tư đạt tỷ lệ 60,37% số phiếu hợp lệ

Đơn vị bầu cử Số 2, gồm Huyện Vĩnh Cửu, huyện Trảng Bom và huyện Thống Nhất
1. Bà Đỗ Thị Thu Hằng đạt tỷ lệ 68,60% số phiếu hợp lệ
2. Ông Vũ Hải Hà đạt tỷ lệ 64,41% số phiếu hợp lệ
3. Ông Hồ Văn Năm đạt tỷ lệ 60,65% số phiếu hợp lệ

Đơn vị bầu cử Số 3, gồm Huyện Xuân Lộc, huyện Cẩm Mỹ và thị xã Long Khánh
1. Ông Nguyễn Công Hồng đạt tỷ lệ 76,14% số phiếu hợp lệ
2. Bà Phạm Thị Hải đạt tỷ lệ 69,09% số phiếu hợp lệ
3. Ông Trương Văn Vở đạt tỷ lệ 65,16% số phiếu hợp lệ

Đơn vị bầu cử Số 4, gồm Huyện Định Quán và huyện Tân Phú
1. Ông Dương Trung Quốc đạt tỷ lệ 74,88% số phiếu hợp lệ
2. Ông Bùi Xuân Thống đạt tỷ lệ 55,50% số phiếu hợp lệ

## Tỉnh Đồng Tháp
Số Đơn vị bầu cử: 3. Số đại biểu Quốc hội được bầu: 8. Số người ứng cử: 13. Số người trúng cử đại biểu Quốc hội: 8.
Đơn vị bầu cử Số 1, gồm Huyện Tân Hồng, huyện Hồng Ngự, huyện Tam Nông và thị xã Hồng Ngự
1. Ông Nguyễn Kim Hồng đạt tỷ lệ 76,68% số phiếu hợp lệ
2. Ông Đặng Xuân Huy đạt tỷ lệ 61,19% số phiếu hợp lệ

Đơn vị bầu cử Số 2, gồm Huyện Thanh Bình, huyện Cao Lãnh, huyện Tháp Mười và thành phố Cao Lãnh
1. Ông Nguyễn Thanh Hùng đạt tỷ lệ 67,22% số phiếu hợp lệ
2. Ông Nguyễn Hoàng Việt đạt tỷ lệ 65,30% số phiếu hợp lệ
3. Ông Đào Việt Trung đạt tỷ lệ 58,16% số phiếu hợp lệ

Đơn vị bầu cử Số 3, gồm Huyện Lấp Vò, huyện Lai Vung, huyện Châu Thành và thị xã Sa Đéc
1. Ông Lê Minh Hoan đạt tỷ lệ 71,92% số phiếu hợp lệ
2. Bà Nguyễn Thanh Thảo đạt tỷ lệ 61,29% số phiếu hợp lệ
3. Ông Nguyễn Hữu Đức đạt tỷ lệ 60,30% số phiếu hợp lệ

Danh sách Trung ương giới thiệu không trúng cử
- Ngô Tự Nam - Đại biểu Quốc hội khóa XII, Phó Chủ nhiệm Ủy ban Pháp luật của Quốc hội, Ủy viên Ban Chỉ đạo về nhân quyền của Chính phủ

## Tỉnh Gia Lai
Số Đơn vị bầu cử: 3. Số đại biểu Quốc hội được bầu: 7. Số người ứng cử: 13. Số người trúng cử đại biểu Quốc hội: 7.
Đơn vị bầu cử Số 1, gồm Huyện K'Bang, huyện Kông Chro, huyện Đăk Pơ, huyện Mang Yang, huyện Đăk Đoa và thị xã An Khê
1. Ông A Nhin (Hà Sơn Nhin) đạt tỷ lệ 81,97% số phiếu hợp lệ
2. Ông Trần Đình Thu đạt tỷ lệ 77,08% số phiếu hợp lệ

Đơn vị bầu cử Số 2, gồm Huyện Chư Păh, huyện Ia Grai, huyện Đức Cơ, huyện Chư Prông và thành phố Plây Cu
1. Ông Bùi Văn Cường đạt tỷ lệ 79,52% số phiếu hợp lệ
2. Ông Hà Công Long đạt tỷ lệ 76,23% số phiếu hợp lệ
3. Bà Siu Hương đạt tỷ lệ 63,64% số phiếu hợp lệ

Đơn vị bầu cử Số 3, gồm Huyện Krông Pa, huyện Ia Pa, huyện Phú Thiện, huyện Chư Sê, huyện Chư Pưh và thị xã Ayun Pa
1. Ông Ksor Phước đạt tỷ lệ 78,98% số phiếu hợp lệ
2. Ông Huỳnh Thành đạt tỷ lệ 68,34% số phiếu hợp lệ

## Tỉnh Hà Giang
Số Đơn vị bầu cử: 2. Số đại biểu Quốc hội được bầu: 6. Số người ứng cử: 10. Số người trúng cử đại biểu Quốc hội: 6.
Đơn vị bầu cử Số 1, gồm Huyện Đồng Văn, huyện Mèo Vạc, huyện Yên Minh, huyện Quản Bạ, huyện Bắc Mê và thành phố Hà Giang
1. Bà Triệu Thị Nái (Triệu Mùi Nái) đạt tỷ lệ 93,22% số phiếu hợp lệ
2. Ông Triệu Là Pham đạt tỷ lệ 84,83% số phiếu hợp lệ
3. Ông Thào Hồng Sơn đạt tỷ lệ 84,31% số phiếu hợp lệ

Đơn vị bầu cử Số 2, gồm Huyện Vị Xuyên, huyện Bắc Quang, huyện Quang Bình, huyện Hoàng Su Phì và huyện Xín Mần
1. Bà Hà Thị Khiết (Hà Thị Khích) đạt tỷ lệ 87,59% số phiếu hợp lệ
2. Ông Nguyễn Ngọc Hải đạt tỷ lệ 82,40% số phiếu hợp lệ
3. Bà Nông Thị Bích Liên đạt tỷ lệ 64,74% số phiếu hợp lệ

## Tỉnh Hà Nam
Số Đơn vị bầu cử: 2. Số đại biểu Quốc hội được bầu: 6. Số người ứng cử: 10. Số người trúng cử đại biểu Quốc hội: 6.
Đơn vị bầu cử Số 1, gồm Huyện Lý Nhân, huyện Bình Lục và thành phố Phủ Lý
1. Ông Trần Xuân Hùng đạt tỷ lệ 81,25% số phiếu hợp lệ
2. Ông Phùng Đức Tiến đạt tỷ lệ 69,06% số phiếu hợp lệ
3. Bà Trần Thị Hiền đạt tỷ lệ 67,92% số phiếu hợp lệ

Đơn vị bầu cử Số 2, gồm Huyện Kim Bảng, huyện Duy Tiên và huyện Thanh Liêm
1. Bà Nguyễn Thị Doan đạt tỷ lệ 94,37% số phiếu hợp lệ
2. Ông Phạm Văn Tam đạt tỷ lệ 84,48% số phiếu hợp lệ
3. Ông Lê Văn Tân đạt tỷ lệ 78,94% số phiếu hợp lệ

## Tỉnh Hà Tĩnh
Số Đơn vị bầu cử: 3. Số đại biểu Quốc hội được bầu: 7. Số người ứng cử: 13. Số người trúng cử đại biểu Quốc hội: 7.
Đơn vị bầu cử Số 1, gồm Huyện Kỳ Anh, huyện Cẩm Xuyên, huyện Hương Khê và thành phố Hà Tĩnh
1. Ông Nguyễn Sinh Hùng đạt tỷ lệ 95,51% số phiếu hợp lệ
2. Ông Trần Tiến Dũng đạt tỷ lệ 86,33% số phiếu hợp lệ
3. Bà Phạm Thị Phương đạt tỷ lệ 72,67% số phiếu hợp lệ

Đơn vị bầu cử Số 2, gồm Huyện Thạch Hà, huyện Can Lộc, huyện Nghi Xuân và huyện Lộc Hà
1. Ông Nguyễn Văn Phúc đạt tỷ lệ 83,09% số phiếu hợp lệ
2. Ông Nguyễn Văn Sơn đạt tỷ lệ 82,84% số phiếu hợp lệ

Đơn vị bầu cử Số 3, gồm Huyện Đức Thọ, huyện Hương Sơn, huyện Vũ Quang và thị xã Hồng Lĩnh
1. Ông Võ Kim Cự đạt tỷ lệ 91,56% số phiếu hợp lệ
2. Ông Trần Ngọc Tăng đạt tỷ lệ 82,85% số phiếu hợp lệ

## Tỉnh Hải Dương
Số Đơn vị bầu cử: 3. Số đại biểu Quốc hội được bầu: 9. Số người ứng cử: 13. Số người trúng cử đại biểu Quốc hội: 9.
Đơn vị bầu cử Số 1, gồm Huyện Nam Sách, huyện Kim Thành, huyện Kinh Môn và thành phố Chí Linh
1. Ông Bùi Mậu Quân đạt tỷ lệ 80,48% số phiếu hợp lệ
2. Ông Lê Đình Khanh đạt tỷ lệ 72,71% số phiếu hợp lệ
3. Ông Nguyễn Văn Rinh đạt tỷ lệ 66,04% số phiếu hợp lệ

Đơn vị bầu cử Số 2, gồm Huyện Thanh Hà, huyện Bình Giang, huyện Cẩm Giàng và thành phố Hải Dương
1. Ông Phạm Hồng Hương đạt tỷ lệ 87,67% số phiếu hợp lệ
2. Ông Bùi Thanh Quyến đạt tỷ lệ 82,90% số phiếu hợp lệ
3. Bà Vũ Thị Hương Sen đạt tỷ lệ 73,85% số phiếu hợp lệ

Đơn vị bầu cử Số 3, gồm Huyện Gia Lộc, huyện Thanh Miện, huyện Tứ Kỳ và huyện Ninh Giang
1. Ông Phạm Xuân Thăng đạt tỷ lệ 86,30% số phiếu hợp lệ
2. Bà Nguyễn Thị Hương Thảo đạt tỷ lệ 73,25% số phiếu hợp lệ
3. Ông Huỳnh Tuấn Dương đạt tỷ lệ 67,52% số phiếu hợp lệ

Danh sách Trung ương giới thiệu không trúng cử
- Đỗ Hoàng Yến - Vụ trưởng Vụ Bổ trợ tư pháp, Bộ Tư pháp; Ủy viên Ban Chấp hành trung ương Hội Luật gia Việt Nam

## Tỉnh Hậu Giang
Số Đơn vị bầu cử: 2. Số đại biểu Quốc hội được bầu: 6. Số người ứng cử: 10. Số người trúng cử đại biểu Quốc hội: 6.
Đơn vị bầu cử Số 1, gồm Huyện Vị Thủy, huyện Châu Thành, huyện Châu Thành A và thành phố Vị Thanh
1. Ông Nguyễn Văn Tính đạt tỷ lệ 74,62% số phiếu hợp lệ
2. Bà Nguyễn Thanh Thủy đạt tỷ lệ 72,25% số phiếu hợp lệ
3. Ông Lê Hồng Tịnh đạt tỷ lệ 67,45% số phiếu hợp lệ

Đơn vị bầu cử Số 2, gồm Huyện Phụng Hiệp, huyện Long Mỹ và thị xã Ngã Bảy
1. Ông Huỳnh Minh Chắc đạt tỷ lệ 80,18% số phiếu hợp lệ
2. Ông Mai Xuân Hùng đạt tỷ lệ 74,83% số phiếu hợp lệ
3. Ông Phạm Hồng Phong đạt tỷ lệ 67,44% số phiếu hợp lệ

## Tỉnh Hòa Bình
Số Đơn vị bầu cử: 2. Số đại biểu Quốc hội được bầu: 6. Số người ứng cử: 10. Số người trúng cử đại biểu Quốc hội: 6.
Đơn vị bầu cử Số 1, gồm Huyện Đà Bắc, huyện Lương Sơn, huyện Kim Bôi, huyện Kỳ Sơn và thành phố Hòa Bình
1. Ông Đinh Thế Huynh đạt tỷ lệ 76,37% số phiếu hợp lệ
2. Ông Nguyễn Cao Sơn đạt tỷ lệ 66,77% số phiếu hợp lệ
3. Bà Bạch Thị Hương Thủy đạt tỷ lệ 61,18% số phiếu hợp lệ

Đơn vị bầu cử Số 2, gồm Huyện Cao Phong, huyện Lạc Sơn, huyện Lạc Thủy, huyện Mai Châu, huyện Tân Lạc và huyện Yên Thủy
1. Ông Bùi Văn Tỉnh đạt tỷ lệ 78,47% số phiếu hợp lệ
2. Bà Nguyễn Thanh Hải đạt tỷ lệ 75,75% số phiếu hợp lệ
3. Ông Nguyễn Tiến Sinh đạt tỷ lệ 64,45% số phiếu hợp lệ

## Tỉnh Hưng Yên
Số Đơn vị bầu cử: 3. Số đại biểu Quốc hội được bầu: 7. Số người ứng cử: 11. Số người trúng cử đại biểu Quốc hội: 7.
Đơn vị bầu cử Số 1, gồm Huyện Kim Động, huyện Khoái Châu, huyện Yên Mỹ và thành phố Hưng Yên
1. Ông Phùng Quang Thanh đạt tỷ lệ 89,84% số phiếu hợp lệ
2. Ông Đặng Ngọc Quỳnh đạt tỷ lệ 84,73% số phiếu hợp lệ
3. Bà Vũ Thị Nguyệt đạt tỷ lệ 67,10% số phiếu hợp lệ

Đơn vị bầu cử Số 2, gồm Huyện Tiên Lữ, huyện Phù Cừ và huyện Ân Thi
1. Ông Doãn Thế Cường đạt tỷ lệ 92,49% số phiếu hợp lệ
2. Bà Đào Thị Xuân Lan đạt tỷ lệ 88,19% số phiếu hợp lệ

Đơn vị bầu cử Số 3, gồm Huyện Văn Giang, huyện Văn Lâm và huyện Mỹ Hào
1. Ông Nguyễn Văn Thịnh đạt tỷ lệ 74,99% số phiếu hợp lệ
2. Bà Cù Thị Hậu đạt tỷ lệ 71,64% số phiếu hợp lệ

## Tỉnh Khánh Hòa
Số Đơn vị bầu cử: 3. Số đại biểu Quốc hội được bầu: 7. Số người ứng cử: 11. Số người trúng cử đại biểu Quốc hội: 7.
Đơn vị bầu cử Số 1, gồm Huyện Vạn Ninh và thị xã Ninh Hòa
1. Bà Lê Minh Hiền đạt tỷ lệ 76,48% số phiếu hợp lệ
2. Ông Vũ Viết Ngoạn đạt tỷ lệ 74,43% số phiếu hợp lệ

Đơn vị bầu cử Số 2, gồm Thành phố Nha Trang
1. Ông Đặng Đình Luyến đạt tỷ lệ 67,56% số phiếu hợp lệ
2. Bà Nguyễn Thị Nhung đạt tỷ lệ 66,17% số phiếu hợp lệ

Đơn vị bầu cử Số 3, gồm Huyện Khánh Vĩnh, huyện Diên Khánh, huyện Cam Lâm, huyện Khánh Sơn, huyện Trường Sa và thành phố Cam Ranh
1. Ông Nguyễn Tấn Tuân đạt tỷ lệ 81,62% số phiếu hợp lệ
2. Ông Lê Hữu Đức đạt tỷ lệ 70,36% số phiếu hợp lệ
3. Ông Lê Tuấn Tứ đạt tỷ lệ 61,22% số phiếu hợp lệ

## Tỉnh Kiên Giang
Số Đơn vị bầu cử: 3. Số đại biểu Quốc hội được bầu: 9. Số người ứng cử: 15. Số người trúng cử đại biểu Quốc hội: 9.
Đơn vị bầu cử Số 1, gồm Huyện Tân Hiệp, huyện Kiên Hải, huyện Giồng Riềng và huyện Gò Quao
1. Ông Bùi Đặng Dũng đạt tỷ lệ 75,58% số phiếu hợp lệ
2. Bà Nguyễn Thị Kim Bé đạt tỷ lệ 67,14% số phiếu hợp lệ
3. Bà Võ Ngọc Thứ đạt tỷ lệ 66,43% số phiếu hợp lệ

Đơn vị bầu cử Số 2, gồm Huyện An Biên, huyện An Minh, huyện Vĩnh Thuận, huyện U Minh Thượng và huyện Châu Thành
1. Ông Trần Minh Thống đạt tỷ lệ 78,69% số phiếu hợp lệ
2. Ông Nguyễn Văn Luật đạt tỷ lệ 69,98% số phiếu hợp lệ
3. Ông Trần Văn Huynh đạt tỷ lệ 53,63% số phiếu hợp lệ

Đơn vị bầu cử Số 3, gồm Huyện Kiên Lương, huyện Hòn Đất, huyện Phú Quốc, huyện Giang Thành, thị xã Hà Tiên và thành phố Rạch Giá
1. Ông Danh Út đạt tỷ lệ 77,10% số phiếu hợp lệ
2. Ông Trương Thái Hiền đạt tỷ lệ 70,04% số phiếu hợp lệ
3. Bà Lâm Lệ Hà đạt tỷ lệ 54,57% số phiếu hợp lệ

## Tỉnh Kon Tum
Số Đơn vị bầu cử: 2. Số đại biểu Quốc hội được bầu: 6. Số người ứng cử: 10. Số người trúng cử đại biểu Quốc hội: 6.
Đơn vị bầu cử Số 1, gồm Huyện Kon Plông, huyện Kon Rẫy, huyện Sa Thầy và thành phố Kon Tum
1. Ông Nguyễn Vinh Hà đạt tỷ lệ 83,94% số phiếu hợp lệ
2. Ông Tô Văn Tám đạt tỷ lệ 78,51% số phiếu hợp lệ
3. Bà Y Mửi đạt tỷ lệ 75,38% số phiếu hợp lệ

Đơn vị bầu cử Số 2, gồm Huyện Đắc Hà, huyện Đắc Tô, huyện Tu Mơ Rông, huyện Ngọc Hồi và huyện Đắc Glei
1. Bà Phạm Thị Trung đạt tỷ lệ 90,09% số phiếu hợp lệ
2. Ông Võ Trọng Việt đạt tỷ lệ 88,84% số phiếu hợp lệ
3. Ông A Đe (Đinh Hồng Đe) đạt tỷ lệ 85,90% số phiếu hợp lệ

Một số ứng viên thất cử
- Y Ngọc - Đại biểu Quốc hội khóa XII, Ủy viên Ban Thường vụ Huyện ủy, Trưởng ban Tuyên giáo Huyện ủy Đắk Glei
- Quách Cao Yềm - Đại biểu Quốc hội khóa XII, Tỉnh ủy viên, Phó Trưởng đoàn chuyên trách Đoàn Đại biểu Quốc hội tỉnh Kon Tum khóa XII

## Tỉnh Lai Châu
Số Đơn vị bầu cử: 2. Số đại biểu Quốc hội được bầu: 6. Số người ứng cử: 10. Số người trúng cử đại biểu Quốc hội: 6.
Đơn vị bầu cử Số 1, gồm Huyện Than Uyên, huyện Tân Uyên, huyện Tam Đường và thị xã Lai Châu
1. Ông Bùi Quang Vinh đạt tỷ lệ 93,21% số phiếu hợp lệ
2. Bà Giàng Páo Mỷ đạt tỷ lệ 92,05% số phiếu hợp lệ
3. Ông Lò Hải Ươi đạt tỷ lệ 74,81% số phiếu hợp lệ

Đơn vị bầu cử Số 2, gồm Huyện Phong Thổ, huyện Mường Tè và huyện Sìn Hồ
1. Ông Chu Lé Chừ (Chu Lê Chinh) đạt tỷ lệ 83,67% số phiếu hợp lệ
2. Ông Bùi Đức Thụ đạt tỷ lệ 82,33% số phiếu hợp lệ
3. Bà Pờ Hồng Vân đạt tỷ lệ 70,96% số phiếu hợp lệ

## Tỉnh Lạng Sơn
Số Đơn vị bầu cử: 2. Số đại biểu Quốc hội được bầu: 6. Số người ứng cử: 10. Số người trúng cử đại biểu Quốc hội: 6.
Đơn vị bầu cử Số 1, gồm Huyện Bắc Sơn, huyện Bình Gia, huyện Văn Quan, huyện Chi Lăng và huyện Hữu Lũng
1. Bà Nông Thị Lâm đạt tỷ lệ 72,09% số phiếu hợp lệ
2. Ông Nguyễn Lâm Thành đạt tỷ lệ 66,87% số phiếu hợp lệ
3. Ông Nguyễn Thế Tuy đạt tỷ lệ 58,48% số phiếu hợp lệ

Đơn vị bầu cử Số 2, gồm Huyện Tràng Định, huyện Văn Lãng, huyện Cao Lộc, huyện Lộc Bình, huyện Đình Lập và thành phố Lạng Sơn
1. Ông Vũ Huy Hoàng đạt tỷ lệ 69,65% số phiếu hợp lệ
2. Ông Chu Đức Quang đạt tỷ lệ 62,74% số phiếu hợp lệ
3. Bà Trần Thị Hoa Sinh đạt tỷ lệ 62,38% số phiếu hợp lệ

## Tỉnh Lào Cai
Số Đơn vị bầu cử: 2. Số đại biểu Quốc hội được bầu: 6. Số người ứng cử: 9. Số người trúng cử đại biểu Quốc hội: 6
Đơn vị bầu cử Số 1, gồm Huyện Bát Xát, huyện Sa Pa, huyện Văn Bàn và thành phố Lào Cai
1. Ông Ngô Văn Hùng đạt tỷ lệ 90,51% số phiếu hợp lệ
2. Ông Phạm Văn Cường đạt tỷ lệ 88,77% số phiếu hợp lệ
3. Bà Lù Thị Lừu đạt tỷ lệ 78,82% số phiếu hợp lệ

Đơn vị bầu cử Số 2, gồm Huyện Bảo Thắng, huyện Bảo Yên, huyện Bắc Hà, huyện Mường Khương và huyện Si Ma Cai
1. Ông Giàng Seo Phử đạt tỷ lệ 89,08% số phiếu hợp lệ
2. Bà Giàng Thị Bình đạt tỷ lệ 81,43% số phiếu hợp lệ
3. Ông Bùi Đức Hạnh đạt tỷ lệ 79,32% số phiếu hợp lệ

## Tỉnh Lâm Đồng
Số Đơn vị bầu cử: 3. Số đại biểu Quốc hội được bầu: 7. Số người ứng cử: 11. Số người trúng cử đại biểu Quốc hội: 7.
Đơn vị bầu cử Số 1, gồm Huyện Lạc Dương, huyện Đơn Dương, huyện Đức Trọng và thành phố Đà Lạt
1. Ông Lê Văn Học đạt tỷ lệ 78,80% số phiếu hợp lệ
2. Ông Vũ Công Tiến đạt tỷ lệ 77,71% số phiếu hợp lệ
3. Bà Touneh Drong Minh Thắm đạt tỷ lệ 53,66% số phiếu hợp lệ

Đơn vị bầu cử Số 2, gồm Huyện Lâm Hà, huyện Đam Rông và huyện Di Linh
1. Bà Trương Thị Mai đạt tỷ lệ 84,38% số phiếu hợp lệ
2. Ông Ya Duck đạt tỷ lệ 69,27% số phiếu hợp lệ

Đơn vị bầu cử Số 3, gồm Huyện Bảo Lâm, huyện Đạ Huoai, huyện Đạ Tẻh, huyện Cát Tiên và thành phố Bảo Lộc
1. Ông Nguyễn Bá Thuyền đạt tỷ lệ 77,22% số phiếu hợp lệ
2. Bà Nguyễn Thu Anh đạt tỷ lệ 69,79% số phiếu hợp lệ

## Tỉnh Long An
Số Đơn vị bầu cử: 3. Số đại biểu Quốc hội được bầu: 8. Số người ứng cử: 13. Số người trúng cử đại biểu Quốc hội: 8.
Đơn vị bầu cử Số 1, gồm Huyện Đức Huệ, huyện Đức Hòa, huyện Bến Lức và huyện Thủ Thừa
1. Ông Nguyễn Minh Lâm đạt tỷ lệ 67,75% số phiếu hợp lệ
2. Ông Trương Hòa Bình đạt tỷ lệ 65,21% số phiếu hợp lệ
3. Bà Đặng Thị Hoàng Yến đạt tỷ lệ 62,36% số phiếu hợp lệ

Đơn vị bầu cử Số 2, gồm Huyện Châu Thành, huyện Tân Trụ, huyện Cần Đước, huyện Cần Giuộc và thành phố Tân An
1. Ông Đỗ Hữu Lâm đạt tỷ lệ 68,35% số phiếu hợp lệ
2. Ông Nguyễn Trung Thu đạt tỷ lệ 63,38% số phiếu hợp lệ
3. Bà Đinh Thị Phương Khanh đạt tỷ lệ 58,55% số phiếu hợp lệ

Đơn vị bầu cử Số 3, gồm Huyện Thạnh Hóa, huyện Tân Thạnh, huyện Mộc Hóa, huyện Vĩnh Hưng và huyện Tân Hưng
1. Ông Lê Công Đỉnh đạt tỷ lệ 69,66% số phiếu hợp lệ
2. Ông Đặng Thế Vinh đạt tỷ lệ 66,89% số phiếu hợp lệ

Một số ứng viên thất cử
- Trương Văn Nọ - Đại biểu Quốc hội khóa XII, Phó Chủ tịch Liên đoàn Lao động tỉnh Long An
- Đào Xuân Cần (do Trung ương giới thiệu) - Tiến sĩ Kinh tế, Ủy viên Đoàn Chủ tịch Ủy ban Trung ương Mặt trận Tổ quốc Việt Nam, Chủ tịch Liên minh Hợp tác xã Việt Nam

## Tỉnh Nam Định
Số Đơn vị bầu cử: 3. Số đại biểu Quốc hội được bầu: 9. Số người ứng cử: 15. Số người trúng cử đại biểu Quốc hội: 9.
Đơn vị bầu cử Số 1, gồm Huyện Mỹ Lộc, huyện Vụ Bản, huyện Ý Yên và thành phố Nam Định
1. Ông Vũ Xuân Trường đạt tỷ lệ 68,07% số phiếu hợp lệ
2. Ông Phạm Hồng Hà đạt tỷ lệ 82,49% số phiếu hợp lệ
3. Ông Nguyễn Văn Pha đạt tỷ lệ 65,28% số phiếu hợp lệ

Đơn vị bầu cử Số 2, gồm Huyện Nam Trực, huyện Nghĩa Hưng và huyện Trực Ninh
1. Ông Vũ Văn Ninh đạt tỷ lệ 84,74% số phiếu hợp lệ
2. Ông Nguyễn Anh Sơn đạt tỷ lệ 72,81% số phiếu hợp lệ
3. Bà Hoàng Thị Tố Nga đạt tỷ lệ 68,45% số phiếu hợp lệ

Đơn vị bầu cử Số 3, gồm Huyện Xuân Trường, huyện Giao Thủy và huyện Hải Hậu
1. Ông Trần Quang Chiểu đạt tỷ lệ 80,32% số phiếu hợp lệ
2. Ông Linh mục Lê Ngọc Hoàn đạt tỷ lệ 73,92% số phiếu hợp lệ
3. Bà Nguyễn Thị Thu Hằng đạt tỷ lệ 50,50% số phiếu hợp lệ

## Tỉnh Nghệ An
Số Đơn vị bầu cử: 5. Số đại biểu Quốc hội được bầu: 13. Số người ứng cử: 21. Số người trúng cử đại biểu Quốc hội: 13.
Đơn vị bầu cử Số 1, gồm Huyện Kỳ Sơn, huyện Tương Dương, huyện Con Cuông, huyện Anh Sơn và huyện Đô Lương
1. Ông Nguyễn Đức Hiền đạt tỷ lệ 92,61% số phiếu hợp lệ
2. Bà Vi Thị Hương đạt tỷ lệ 86,38% số phiếu hợp lệ

Đơn vị bầu cử Số 2, gồm Huyện Quế Phong, huyện Quỳ Châu, huyện Quỳ Hợp, huyện Nghĩa Đàn, huyện Tân Kỳ và thị xã Thái Hòa
1. Ông Trần Văn Hằng đạt tỷ lệ 81,86% số phiếu hợp lệ
2. Ông Nguyễn Sỹ Hội đạt tỷ lệ 75,30% số phiếu hợp lệ
3. Bà Nguyễn Thị Hải đạt tỷ lệ 73,35% số phiếu hợp lệ

Đơn vị bầu cử Số 3, gồm Huyện Yên Thành và huyện Quỳnh Lưu
1. Ông Phan Trung Lý đạt tỷ lệ 74,26% số phiếu hợp lệ
2. Ông Phạm Văn Hà đạt tỷ lệ 73,84% số phiếu hợp lệ
3. Ông Phan Văn Quý đạt tỷ lệ 63,06% số phiếu hợp lệ

Đơn vị bầu cử Số 4, gồm Huyện Thanh Chương, huyện Nam Đàn, huyện Hưng Nguyên và thành phố Vinh
1. Ông Nguyễn Minh Hồng đạt tỷ lệ 80,44% số phiếu hợp lệ
2. Ông Trần Hữu Tuất đạt tỷ lệ 68,71% số phiếu hợp lệ
3. Bà Lê Thị Tám đạt tỷ lệ 60,66% số phiếu hợp lệ

Đơn vị bầu cử Số 5, gồm Huyện Diễn Châu, huyện Nghi Lộc và thị xã Cửa Lò
1. Ông Phan Đình Trạc đạt tỷ lệ 89,71% số phiếu hợp lệ
2. Ông Phạm Văn Tấn đạt tỷ lệ 78,72% số phiếu hợp lệ

## Tỉnh Ninh Bình
Số Đơn vị bầu cử: 2. Số đại biểu Quốc hội được bầu: 6. Số người ứng cử: 10. Số người trúng cử đại biểu Quốc hội: 6.
Đơn vị bầu cử Số 1, gồm Huyện Nho Quan, huyện Gia Viễn, huyện Hoa Lư và thành phố Ninh Bình
1. Ông Trần Đại Quang đạt tỷ lệ 92,08% số phiếu hợp lệ
2. Bà Nguyễn Thị Thanh đạt tỷ lệ 81,36% số phiếu hợp lệ
3. Bà Lưu Thị Huyền đạt tỷ lệ 60,09% số phiếu hợp lệ

Đơn vị bầu cử Số 2, gồm Huyện Kim Sơn, huyện Yên Khánh, huyện Yên Mô và thị xã Tam Điệp
1. Ông Đinh Trịnh Hải đạt tỷ lệ 85,14% số phiếu hợp lệ
2. Ông Bùi Văn Phương đạt tỷ lệ 84,34% số phiếu hợp lệ
3. Bà Phạm Thị Mỹ Ngọc đạt tỷ lệ 81,29% số phiếu hợp lệ

## Tỉnh Ninh Thuận
Số Đơn vị bầu cử: 2. Số đại biểu Quốc hội được bầu 6. Số người ứng cử: 10. Số người trúng cử đại biểu Quốc hội: 6.
Đơn vị bầu cử Số 1, gồm Huyện Bác Ái, huyện Ninh Sơn, huyện Thuận Bắc và thành phố Phan Rang - Tháp Chàm
1. Ông Huỳnh Thế Kỳ đạt tỷ lệ 77,19% số phiếu hợp lệ
2. Ông Nguyễn Đức Thanh đạt tỷ lệ 76,48% số phiếu hợp lệ
3. Ông Nguyễn Sỹ Cương đạt tỷ lệ 61,08% số phiếu hợp lệ

Đơn vị bầu cử Số 2, gồm Huyện Ninh Hải, huyện Thuận Nam và huyện Ninh Phước
1. Ông Phan Xuân Dũng đạt tỷ lệ 67,56% số phiếu hợp lệ
2. Bà Đàng Thị Mỹ Hương đạt tỷ lệ 64,76% số phiếu hợp lệ
3. Ông Nguyễn Bắc Việt đạt tỷ lệ 59,71% số phiếu hợp lệ

## Tỉnh Phú Thọ
Số Đơn vị bầu cử: 3. Số đại biểu Quốc hội được bầu: 7. Số người ứng cử: 11. Số người trúng cử đại biểu Quốc hội: 7.
Đơn vị bầu cử Số 1, gồm Huyện Tam Nông, huyện Tân Sơn, huyện Thanh Sơn, huyện Thanh Thủy, huyện Yên Lập và thành phố Việt Trì
1. Ông Nguyễn Doãn Khánh đạt tỷ lệ 86,36% số phiếu hợp lệ
2. Ông Vũ Xuân Hồng đạt tỷ lệ 75,42% số phiếu hợp lệ
3. Bà Lê Thị Yến đạt tỷ lệ 60,79% số phiếu hợp lệ

Đơn vị bầu cử Số 2, gồm Huyện Phù Ninh, huyện Lâm Thao, huyện Đoan Hùng và thị xã Phú Thọ
1. Ông Dương Hoàng Hương đạt tỷ lệ 83,27% số phiếu hợp lệ
2. Bà Nguyễn Thúy Anh đạt tỷ lệ 82,83% số phiếu hợp lệ

Đơn vị bầu cử Số 3, gồm Huyện Thanh Ba, huyện Hạ Hòa và huyện Cẩm Khê
1. Ông Nguyễn Kim Khoa đạt tỷ lệ 81,39% số phiếu hợp lệ
2. Ông Nguyễn Xuân Thủy đạt tỷ lệ 71,49% số phiếu hợp lệ

## Tỉnh Phú Yên
Số Đơn vị bầu cử: 2. Số đại biểu Quốc hội được bầu: 6. Số người ứng cử: 10. Số người trúng cử đại biểu Quốc hội: 6.
Đơn vị bầu cử Số 1, gồm Huyện Phú Hòa, huyện Đông Hòa, huyện Tây Hòa, huyện Sơn Hòa và huyện Sông Hinh
1. Ông Nguyễn Thái Học đạt tỷ lệ 77,99% số phiếu hợp lệ
2. Ông Phạm Văn Hổ đạt tỷ lệ 70,39% số phiếu hợp lệ
3. Ông Y Thông đạt tỷ lệ 54,08% số phiếu hợp lệ

Đơn vị bầu cử Số 2, gồm Huyện Đồng Xuân, huyện Tuy An, thị xã Sông Cầu và thành phố Tuy Hòa
1. Ông Đào Tấn Lộc đạt tỷ lệ 80,46% số phiếu hợp lệ
2. Bà Đặng Thị Kim Chi đạt tỷ lệ 73,14% số phiếu hợp lệ
3. Ông Đinh Văn Nhã đạt tỷ lệ 72,63% số phiếu hợp lệ

## Tỉnh Quảng Bình
Số Đơn vị bầu cử: 2. Số đại biểu Quốc hội được bầu: 6. Số người ứng cử: 10. Số người trúng cử đại biểu Quốc hội: 6.
Đơn vị bầu cử Số 1, gồm Huyện Minh Hóa, huyện Tuyên Hóa, huyện Quảng Trạch và huyện Bố Trạch
1. Ông Hoàng Đăng Quang đạt tỷ lệ 86,64% số phiếu hợp lệ
2. Ông Nguyễn Mạnh Cường đạt tỷ lệ 86,06% số phiếu hợp lệ
3. Ông Trần Minh Diệu đạt tỷ lệ 80,56% số phiếu hợp lệ

Đơn vị bầu cử Số 2, gồm Huyện Lệ Thủy, huyện Quảng Ninh và thành phố Đồng Hới
1. Ông Hà Hùng Cường đạt tỷ lệ 89,41% số phiếu hợp lệ
2. Ông Nguyễn Ngọc Phương đạt tỷ lệ 75,56% số phiếu hợp lệ
3. Bà Lê Khánh Nhung đạt tỷ lệ 61,96% số phiếu hợp lệ

## Tỉnh Quảng Nam
Số Đơn vị bầu cử: 3. Số đại biểu Quốc hội được bầu: 8. Số người ứng cử: 13. Số người trúng cử đại biểu Quốc hội: 8.
Đơn vị bầu cử Số 1, gồm Huyện Đại Lộc, huyện Điện Bàn, huyện Đông Giang, huyện Tây Giang, huyện Nam Giang và huyện Phước Sơn
1. Ông Ngô Văn Minh đạt tỷ lệ 81,98% số phiếu hợp lệ
2. Ông Trần Xuân Vinh đạt tỷ lệ 77,80% số phiếu hợp lệ

Đơn vị bầu cử Số 2, gồm Huyện Duy Xuyên, huyện Quế Sơn, huyện Nông Sơn, huyện Thăng Bình, huyện Hiệp Đức và thành phố Hội An
1. Ông Nguyễn Xuân Phúc đạt tỷ lệ 94,59% số phiếu hợp lệ
2. Ông Lê Phước Thanh đạt tỷ lệ 75,75% số phiếu hợp lệ
3. Ông Phạm Trường Dân đạt tỷ lệ 71,27% số phiếu hợp lệ

Đơn vị bầu cử Số 3, gồm Huyện Núi Thành, huyện Tiên Phước, huyện Nam Trà My, huyện Bắc Trà My, huyện Phú Ninh và thành phố Tam Kỳ
1. Ông Nguyễn Đức Hải đạt tỷ lệ 85,31% số phiếu hợp lệ
2. Ông Lê Văn Lai đạt tỷ lệ 67,02% số phiếu hợp lệ
3. Bà Nguyễn Thị Tuyết Thanh đạt tỷ lệ 62,75% số phiếu hợp lệ

## TỉnhQuảng Ngãi
Số Đơn vị bầu cử: 3. Số đại biểu Quốc hội được bầu: 7. Số người ứng cử: 11. Số người trúng cử đại biểu Quốc hội: 7.
Đơn vị bầu cử Số 1, gồm Huyện Bình Sơn, huyện Sơn Tịnh, huyện Trà Bồng, huyện Sơn Tây và huyện Sơn Hà
1. Ông Nguyễn Hòa Bình đạt tỷ lệ 90,37% số phiếu hợp lệ
2. Ông Mã Điền Cư đạt tỷ lệ 68,37% số phiếu hợp lệ
3. Bà Đinh Thị Phương Lan đạt tỷ lệ 64,81% số phiếu hợp lệ

Đơn vị bầu cử Số 2, gồm Huyện Tư Nghĩa, huyện Nghĩa Hành, huyện Lý Sơn và thành phố Quảng Ngãi
1. Ông Võ Tuấn Nhân đạt tỷ lệ 83,75% số phiếu hợp lệ
2. Ông Trịnh Đình Thạch đạt tỷ lệ 75,54% số phiếu hợp lệ

Đơn vị bầu cử Số 3, gồm Huyện Mộ Đức, thị xã Đức Phổ, huyện Ba Tơ và huyện Minh Long
1. Ông Nguyễn Cao Phúc đạt tỷ lệ 84,71% số phiếu hợp lệ
2. Ông Võ Văn Kim (Vũ Trọng Kim) đạt tỷ lệ 78,78% số phiếu hợp lệ

## TỉnhQuảng Ninh
1. Trần Xuân Hòa [2][3]
2. Đỗ Thị Hoàng[4]
3. Ngô Thị Minh[5]
4. Phạm Bình Minh
5. Trần Văn Minh
6. Thượng tọa Thích Thanh Quyết
7. Vũ Chí Thực

## TỉnhQuảng Trị
1. Phạm Đức Châu
2. Hà Sỹ Đồng
3. Phạm Vũ Luận
4. Hoàng Đức Thắm
5. Lê Như Tiến
6. Ly Kiều Vân

## TỉnhSóc Trăng
1. Võ Minh Chiến
2. Hồ Thị Cẩm Đào
3. Nguyễn Đức Kiên
4. Nguyễn Tuyết Liên
5. Trần Khắc Tâm
6. Hòa thượng Thạch Huôn
7. Hoàng Thanh Tùng

## TỉnhSơn La
1. Phùng Khắc Đăng
2. Hoàng Ngọc Dũng
3. Nguyễn Văn Hiện
4. Quàng Thị Nguyên
5. Thào Xuân Sùng
6. Bùi Nguyên Súy
7. Đinh Công Sỹ

## TỉnhTây Ninh
1. Hoàng Tuấn Anh
2. Nguyễn Hoài Phương
3. Trịnh Ngọc Phương
4. Nguyễn Thành Tâm
5. Nguyễn Mạnh Tiến
6. Lê Minh Trọng

## TỉnhThái Bình
1. Khúc Thị Duyền
2. Hoàng Trung Hải
3. Nguyễn Thúy Hoàn
4. Cao Sĩ Kiêm
5. Vũ Tiến Lộc
6. Nguyễn Hạnh Phúc
7. Phạm Xuân Thường
8. Đỗ Văn Vẻ
9. Bùi Văn Xuyền

## TỉnhThái Nguyên
7 người trúng cử từ 11 người ứng cử:
1. Đinh Huy Chiến (sinh 8/4/1966)
2. Phạm Xuân Đương
3. Trương Thị Huệ
4. Đỗ Mạnh Hùng
5. Lê Thị Nga
6. Nguyễn Thanh Tùng
7. Phan Văn Tường

## TỉnhThừa Thiên Huế
Có bảy người trúng cử trong số 13 người ứng cử
1. Đồng Hữu Mạo
2. Đặng Ngọc Nghĩa
3. Trần Đình Nhã
4. Bùi Đức Phú
5. Hòa thượng Thích Chơn Thiện
6. Nguyễn Ngọc Thiện
7. Hà Huy Thông

## TỉnhThanh Hóa
16 người trúng cử
1. Nguyễn Thành Bộ
2. Đặng Văn Hiếu
3. Lê Quang Hiệp
4. Lê Thị Hương
5. Bùi Sỹ Lợi
6. Uông Chu Lưu
7. Lê Nam (sinh 1956)
8. Đinh Tiên Phong
9. Nguyễn Hữu Quang
10. Đinh La Thăng
11. Lê Minh Thông
12. Phạm Trí Thức
13. Hà Thị Vân
14. Cao Thị Xuân
15. Trịnh Xuyên
16. Đào Xuân Yên

## TỉnhTiền Giang
1. Nguyễn Văn Danh
2. Nguyễn Hữu Hùng
3. Trần Văn Lan
4. Trần Văn Tấn
5. Nguyễn Văn Tiên
6. Huỳnh Văn Tính
7. Trương Thị Thu Trang
8. Trần Quốc Vượng

## TỉnhTrà Vinh
1. Nguyễn Thái Bình (chính khách)
2. Thạch Thị Dân
3. Thạch Dư
4. Trần Trí Dũng
5. Nguyễn Thị Khá
6. Trần Quốc Tuấn

## TỉnhTuyên Quang
1. Âu Thị Mai
2. Hoàng Việt Phương
3. Hoàng Bình Quân
4. Ma Thị Thúy
5. Nguyễn Sáng Vang

## TỉnhVĩnh Long
1. Nguyễn Thanh Bình
2. Lưu Thành Công
3. Hồ Trọng Ngũ
4. Phạm Tất Thắng
5. Nguyễn Văn Thanh
6. Đặng Thị Ngọc Thịnh

## TỉnhVĩnh Phúc
1. Nguyễn Ngọc Bảo
2. Ngô Văn Dụ
3. Trần Hồng Hà
4. Lê Thị Nguyệt
5. Hồ Thị Thủy
6. Nguyễn Thế Trường

## TỉnhYên Bái
1. Nguyễn Công Bình
2. Đỗ Văn Chiến
3. Giàng A Chu
4. Phùng Quốc Hiển
5. Đặng Thị Kim Liên
6. Nguyễn Thị Bích Nhiệm
7. Dương Văn Thống

## Thống kê
- Người đạt số phiếu bầu cao nhất là ông Nguyễn Sinh Hùng ở đơn vị bầu cử số 1: 95,38%
- Người đạt số phiếu bầu thấp nhất là bà Nguyễn Thị Thu Hằng ở đơn vị bầu cử số 3: 50,50% (vượt quy định tối thiểu 50%)